# لاجوس هجادوش
لاجوس هجادوش (بالمجرية: Hegedüs Lajos)‏ هو لاعب كرة قدم مجري في مركز حراسة المرمى، ولد في 19 ديسمبر 1987 في بودابست في المجر. لعب مع نادي بودابست.

## وصلات خارجية
- لاجوس هجادوش على موقع الاتحاد الأوربي (الإنجليزية)
- لاجوس هجادوش على موقع قاعدة بيانات كرة القدم.إي يو (الإنجليزية)
- لاجوس هجادوش على موقع Soccerway.com (الإنجليزية)
- لاجوس هجادوش على موقع عالم كرة القدم.نت (الإنجليزية)